# Vise
Vise er en genrebetegnelse, der henviser til en fremadskridende beretning på vers, der rimer. 
Betegnelsen er ikke entydig, men omfatter en lang række forskellige former og typer, der strækker sig fra det profane over det muntre til det religiøse, og som spænder over tiden fra middelalderen til nutiden. 
I dag er det, der karakteriserer en vise, at teksten er det vigtigste – melodien skal blot støtte og fremhæve teksten. En vise bliver derfor heller ikke sunget, men fremført og man behøver ikke have en stor stemme for at kunne fremføre en vise – det vigtigste er, at den har sjæl og nerve.
Viser er bestemt ikke gået af mode – de trives i bedste velgående i Danmark, hvor der er 31 viseforeninger samlet under Visens Venner i Danmark.
Af visegenrer kan nævnes:
- revyviser
- skillingsviser
- drikkeviser
- soldaterviser
- vuggeviser
- hyrdeviser
- nidviser

Men udtrykket kan også dække over mere komplicerede og kunstneriske værker. Således i den svenske visetradition, der fra Carl Michael Bellman over Gunnar Wennerberg og Birger Sjöberg frem til Evert Taube og Cornelis Vreeswijk har frembragt værker af høj digterisk kvalitet, og i den tyske Lied-tradition, hvor komponister fra den tidlige romantik til Gustav Mahler har skabt musik til enkle folkelige digte.
En vise kan fremføres a capella, dvs. uden instrumental ledsagelse, men hyppigst vil der være tale om akkompagnement af et eller flere instrumenter.
I middelalderen og senere, da sangerne var omkringrejsende nyhedsspredere, akkompagnerede sangerne (troubadourerne) sig selv på den medbragte lut, senere guitar. I dag er akkompagnement på klaver meget brugt, men hyppigt bruges også harmonika og forskellige strengeinstrumenter som støtte til teksten.

## Visernes historie
Viserne stammer fra Frankrig og England. I vikingetid og middelalder rejste skjalden (ham der kunne viserne og sang dem) fra by til by. Skjalden sang og fortalte historier om, hvad der var sket ude i verden. Han var en slags avis, som kom med nyheder. Viser blev masseproduceret i perioden 1000-1500.
Grunden til at viserne hørte op i 1500 var, at kædedansen (som man dansede, mens der blev sunget viser) blev afløst af pardansen, som man ikke kan danse til viser.

## Ekstern henvisning
- Visens Venner Danmark